# Municipio de Benton (condado de Monroe, Ohio)
El municipio de Benton (en inglés: Benton Township) es un municipio ubicado en el condado de Monroe en el estado estadounidense de Ohio. En el año 2010 tenía una población de 338 habitantes y una densidad poblacional de 5,78 personas por km².

## Geografía
El municipio de Benton se encuentra ubicado en las coordenadas 39°36′11″N 81°5′16″O / 39.60306, -81.08778. Según la Oficina del Censo de los Estados Unidos, el municipio tiene una superficie total de 58.46 km², de la cual 58,46 km² corresponden a tierra firme y (0 %) 0 km² es agua.

## Demografía
Según el censo de 2010, había 338 personas residiendo en el municipio de Benton. La densidad de población era de 5,78 hab./km². De los 338 habitantes, el municipio de Benton estaba compuesto por el 96,75 % blancos, el 1,18 % eran afroamericanos, el 0,3 % eran amerindios y el 1,78 % eran de una mezcla de razas. Del total de la población el 0 % eran hispanos o latinos de cualquier raza.